# Crack the Skye - Abridged
Crack the Skye - Abridged är en EP med det amerikanska progressiv metal-bandet Mastodon, utgiven 24 oktober 2010 av skivbolaget Reprise Records.

## Låtlista
1. "The Last Baron" – 7:13
2. "The Czar" – 7:23

## Medverkande
Musiker (Mastodon-medlemmar)
- Troy Sanders – sång, basgitarr, keyboard
- Bill Kelliher – gitarr, bakgrundssång
- Brann Dailor – trummor, sång
- Brent Hinds – gitarr, sång